# Ej mer, ej mer, han min synd ej minnes mer
Ej mer, ej mer, han min synd ej minnes mer är en sång med text av Albert Orsborn och musik av Wilfred Kitching.

## Publicerad i
- Frälsningsarméns sångbok 1990 som nr 818 under rubriken "Glädje, vittnesbörd, tjänst".